# エトヴェシュ (小惑星)
エトヴェシュ (12301 Eötvös) は小惑星帯に位置する小惑星。ベルギーの天文学者エリック・ヴァルター・エルストがヨーロッパ南天天文台で発見した。
ハンガリーの物理学者、エトヴェシュ・ロラーンドに因んで命名された。